# María de Macedo
María de Macedo (Vila Nova de Gaia, Oporto, Portugal, 25 de octubre de 1931) es una violonchelista y pedagoga portuguesa que ha desarrollado gran parte de su carrera en España. 

## Trayectoria
A los once años empezó a estudiar violonchelo con Madalena Costa. Continuó formándose con ella hasta finalizar los estudios superiores de violonchelo en el conservatorio de Oporto. Al graduarse, obtuvo el premio Suggia de 1995, galardón que pretende apoyar a violonchelistas en inicio de carrera y que lleva el nombre de la violonchelista portuguesa Guilhermina Suggia.
Una vez finalizados los estudios en Oporto, se trasladó a París primero y a Ginebra después, para continuar formándose con Pierre Fournier. Posteriormente, y gracias a una beca Fullbrigt, pasó tres años en Bloomington, donde fue alumna y profesora asistente de Janos Starker. En cuanto a la música de cámara, se formó con profesores como György Sebők, Bernard Greenhouse y Menahem Pressler. Realizó, también, estudios de música antigua con profesores como Safford Cape. Además de sus profesores, fueron importantes en su formación otros músicos, como George Enescu.
En la década de 1950 se dedicó a desarrollar su carrera como solista, tanto actuando en recitales como con orquestas en Europa y Estados Unidos. Entre otras, tocó en la sala Wigmore Hall de Londres junto al pianista Sequeira Costa. En este periodo realizó también varias grabaciones discográficas. Ha sido miembro de la Orquesta Sinfónica de Oporto, la Orquesta Nacional de Lisboa y la Orquesta Gulbenkian, de la que fue co-solista durante doce años.
Al casarse con el también violonchelista Elías Arizcuren, que había obtenido una plaza en la Orquesta Nacional de España, se afincó en Madrid y comenzó su carrera como pedagoga. Desde entonces, ha dado clases a alumnas y alumnos de distintas edades y niveles, siendo profesora en el Conservatorio Superior Nacional de Lisboa y en la Escuela Superior de Música de Oporto, entre otros. Ha impartido clases magistrales tanto en España como en otros países de Europa. Y ha formado parte del jurado de distintos concursos, entre ellos el premio “Ghilhermina Suggia” (violonchelo Montagnana) en Portugal.
En el año 2001 creó el Forum de Violonchelos de España, mediante el que amplían su formación intérpretes de conservatorios españoles y otros países. Desde 2013 es Directora Artística del proyecto Violoncelos de Sta. Cristina / Centro Internacional de Música de Sta. Cristina, en su país natal.